# Insignia Conmemorativa de los Cascos de Acero Veteranos
La Insignia Conmemorativa de los Cascos de Acero Veteranos fue un pin emitido por el Partido Nazi a los veteranos de la asociación de veteranos Stahlhelm de la Primera Guerra Mundial.
Los pines se consideraron adornos políticos y mostraron un casco alemán por encima de un número de año, lo que indica el año del portador de unirse a los Stahlhelm. El número más bajo (y el más respetado) fue "1919", el año de la fundación de Stahlhelm. Los pines se extendieron hacia arriba hasta el año 1925, lo que significa la refundación del Partido Nazi después del fallido Putsch de Múnich. También estaba disponible un cabrio de manga para los miembros de los Stahlhelm que se unieron a la SS. Sólo se pudo ganar un pin, y un veterano no podía mostrar los pines Stahlhelm de diferentes años.